# ドイツの地方行政区分
ドイツの地方行政区分（ドイツのちほうぎょうせいくぶん、ドイツ語: Land (Deutschland)）
ドイツ連邦共和国は、ドイツ連邦共和国基本法（憲法）に基づき、16の半独立的な州（Land、ラント）で構成され、「ラント」が集合してドイツの国名「Deutschland（ドイチュラント、ドイツ）」となる。
「ラント」は主権国のように大きな自治権やを持ち、独立の州憲法や州議会・州政府・州裁判所・地方公共団体を有しているが、ドイツを国家連合のような体制にさせることはできず、その権限も必ずドイツの連邦国家の下に行使しなければならない。「ラント」は日本語では「州」や「ドイツの構成国」「連邦州」とも訳される。ほかの「ラント」付きのドイツ語の単語と混同しないように、ドイツ人は日常生活では「Bundesland（ブンデスラント、連邦州の意）」や「Staat（シュタート、国家の意) 」と呼ぶことが多い。
現在の「ラント」は、ヴァイマル共和国の時代から第二次世界大戦が終わるまでの間（1920年～1945年）には「Bundesstaat（ブンデスシュタート、連邦構成国の意）」と呼ばれていたが、1990年の東西ドイツ統一によってドイツは16の地域で構成することが確定され、統一の象徴として「Staat」を「Land」へと改称した。これには東西ドイツの「ラント」が平等に「1つのDeutschland」を取り組むという意味が込められており、この呼び方は今でも変わってない。

## 地方行政のピラミッド

地方行政のピラミッド

州政府の行政組織は州首相府、財務省、内務省、法務省、環境・自然保護・農業・消費者保護省ほか総数で10数省があり、各省の監督下に Regierungsbezirk （「行政管区」あるいは「県」とも訳される）、その下位のLandkreis （「郡」）、郡から独立した Kreisfreie Stadt （「独立市」）、郡の下位の Gemeinde （「市町村」）の階層毎に州行政が執行される。
首都ベルリンや中世以来の自由都市を起源とするハンブルクは各々単独で州としての行政権限が認められ、また同じく自由都市を起源とするブレーメンはその外港ブレーマーハーフェンと併せて一つの州として認められている。この3市は都市州 (Stadtstaat) とも呼ばれ、下位の行政区分として Stadtbezirk（「区」）がある。
都市州以外の州は以下の行政区分に細分される。
- 行政管区 : バーデン＝ヴュルテンベルク州には4つ、バイエルン自由州では7つ、ヘッセン州では3つ、ノルトライン＝ヴェストファーレン州では5つある。
- 郡 : 行政管区の下位にある行政区分。 ドイツ全国には現在 323 郡が存在する。郡長は住民の直接選挙で選ばれる。
- 郡に属さない独立市 : 人口は小さいが、概念的には日本における政令指定都市に概ね該当する自治体である。郡レベルの業務も独自に処理できる自治体である。通常は10万人以上の住民を擁する大都市、あるいは比較的大きな中都市が郡から独立するが、最も小さな独立市としてラインラント＝プファルツ州の人口35,000人のツヴァイブリュッケンがある。 全国に117の独立市がある。
- 市町村連合 (Kommunalverbände) : いくつかの連邦州では「郡」と「市町村」の中間体として種々な形態を有し、種々な行政サービスを共用する市町村連合 (Kommunalverbände あるいは Verwaltungsgemeinschaften) がある。それは各州により様々な名称で呼ばれている。例えば、Amt、Samtgemeinde、Verbandsgemeinde、Gemeindeverwaltungsverband がある。
- 市町村 (Gemeinde) : これは地方自治権を有する最低の地方公共団体レベルである。日本では基礎自治体と呼ばれる。2006年3月1日現在、ドイツでは12,320 市町村と 248 無市町村地区  (Gemeindefreies Gebiet) がある。

## 連邦州の一覧
以下に16 ある連邦州の基本情報を示す。数字は地図の番号。
|    | 州名                               | 面積 (km2) | 人口       | 人口密度 (人/km2) | 州都               |
| -- | ---------------------------------- | ---------- | ---------- | ----------------- | ------------------ |
| 01 | バーデン＝ヴュルテンベルク州       | 35,748     | 11,230,740 | 314.2             | シュトゥットガルト |
| 02 | バイエルン自由州                   | 70,541     | 13,176,426 | 186.8             | ミュンヘン         |
| 03 | ベルリン                           | 891.1      | 3,662,381  | 4,110             | ―                  |
| 04 | ブランデンブルク州                 | 29,654     | 2,554,464  | 86.14             | ポツダム           |
| 05 | 自由ハンザ都市ブレーメン           | 419.4      | 702,655    | 1,676             | ブレーメン         |
| 06 | 自由ハンザ都市ハンブルク           | 755.1      | 1,851,596  | 2,452             | ―                  |
| 07 | ヘッセン州                         | 21,116     | 6,267,546  | 296.8             | ヴィースバーデン   |
| 08 | メクレンブルク＝フォアポンメルン州 | 23,295     | 1,578,041  | 67.74             | シュヴェリーン     |
| 09 | ニーダーザクセン州                 | 47,710     | 8,008,135  | 167.9             | ハノーファー       |
| 10 | ノルトライン＝ヴェストファーレン州 | 34,112     | 18,017,520 | 528.2             | デュッセルドルフ   |
| 11 | ラインラント＝プファルツ州         | 19,858     | 4,125,163  | 207.7             | マインツ           |
| 12 | ザールラント州                     | 2,572      | 1,014,047  | 394.3             | ザールブリュッケン |
| 13 | ザクセン自由州                     | 18,450     | 4,054,689  | 219.8             | ドレスデン         |
| 14 | ザクセン＝アンハルト州             | 20,464     | 2,144,570  | 104.8             | マクデブルク       |
| 15 | シュレースヴィヒ＝ホルシュタイン州 | 15,804     | 2,953,202  | 186.9             | キール             |
| 16 | テューリンゲン自由州               | 16,202     | 2,114,870  | 130.5             | エアフルト         |

- 人口は、2023年12月31日現在のもの。

ドイツの連邦州

## 州旗
数字は地図の番号。

01.バーデン＝ヴュルテンベルク州
02. バイエルン州[注釈 1]
03.ベルリン市
04.ブランデンブルク州
05. 自由ハンザ都市ブレーメン
06. 自由ハンザ都市ハンブルク
07. ヘッセン州
08. メクレンブルク＝フォアポンメルン州
09. ニーダーザクセン州
10. ノルトライン＝ヴェストファーレン州
11. ラインラント＝プファルツ州
12. ザールラント州
13. ザクセン自由州
14. ザクセン＝アンハルト州
15. シュレースヴィヒ＝ホルシュタイン州
16. テューリンゲン州